# Isola Hawker
L'isola Hawker è un'isola di forma irregolare lunga circa 2 km situata a circa 7 km a sud-ovest della stazione Davis, tra l'isola Mule e la penisola Mule, nella parte orientale della baia di Prydz, in Antartide.

## Storia
L'isola è stata mappata da cartografi norvegesi con fotografie aeree scattate durante la spedizione di Lars Christensen nel 1936-1937. Fu mappata nuovamente dalle spedizioni di ricerca antartica australiane (1957–58) e prese il nome da Alan Charles Hawker, un supervisore radio della stazione Davis nel 1957.

## Conservazione
L'isola ospita una colonia riproduttiva di ossifraga del sud (la colonia più meridionale dell'Antartide continentale) così come di pinguini di Adelia e procellarie del Capo. Per questo il sito è protetto dal Trattato Antartico come Area Specialmente Protetta dell'Antartide (codice ASPA 167).